# Caroline Grothgar
Caroline Grothgar (Vienna, 16 agosto 1968) è un'attrice austriaca.

## Biografia
Caroline Grothgar frequenta studi di recitazione al Lee Strasberg Theatre and Film Institute di New York, e al MK Lewis di Los Angeles oltre che in Germana con Maria Reginka e Heidi Walier a Berlino.
Grothgar inizia negli anni '90 a recitare in serie televisive quali Marienhof dove interpreta dal 1995 al 1998 Svenja Gerster. Dal 2001 al 2006 recita per 4 episodi in Die Wache come Carmen Drewitz. Nella telenovela Rote Rosen interpreta dal 2006 al 2007 in 196 episodi Lynn Bergmann-Farlow. Nella serie Un caso per due dal 2008 al 2013 è Kristin Wernstedt, segretaria dell'avv. Dr. Lessing.